# Sirakovo (Chaskovo)
Sirakovo (Bulgaars: Сираково) is een dorp in het noordwesten van Bulgarije. Het is gelegen in de gemeente Mineralni Bani in de oblast Chaskovo. Het dorp ligt ongeveer 16 km ten westen van Chaskovo en 190 km ten zuidoosten van de hoofdstad Sofia.

## Bevolking
In de eerste volkstelling van 1934 registreerde het dorp 1.191 inwoners. Dit groeide tot een officiële hoogtepunt van 1.336 inwoners in 1946. Sindsdien neemt het inwonersaantal continu af. Op 31 december 2019 telde het dorp 289 inwoners.
Van de 332 inwoners reageerden er 330 op de optionele volkstelling van 2011. Van deze 330 respondenten identificeerden 264 personen zich als etnische Bulgaren (80%), gevolgd door 49 Roma (15%) en 17 Bulgaarse Turken (5%).
Van de 332 inwoners in februari 2011 werden geteld, waren er 24 jonger dan 15 jaar oud (7%), gevolgd door 176 personen tussen de 15-64 jaar oud (53%) en 132 personen van 65 jaar of ouder (40%).